# Branešci (Čajetina)
Branešci (Servisch cyrillisch Бранешци) is een plaats in de Servische gemeente Čajetina. De plaats telt 744 inwoners (2002).